# Plaxhaplous
Plaxhaplous був родом гліптодонтів, вимерлих родичів сучасного броненосця. Тварини жили в епоху плейстоцену. Типовим видом є Plaxhaplous canaliculatus. Скам'янілості Plaxhaplous canaliculatus були знайдені в Аргентині, поблизу Лухана в провінції Буенос-Айрес. Скам'янілості плаксаплоса також були знайдені в Уругваї і в формації Чарана в Болівії.

## Опис
Як і всі гліптодонти, Plaxhaplous був наділений панциром. Цей панцир був утворений кістковими остеодермами, які утворювали жорстку та міцну структуру, яка захищала тварину від хижаків.

## Етимологія
Назва Plaxhaplous означає проста, плоска поверхня.